# Calceolaria stellariifolia
Calceolaria stellariifolia är en toffelblomsväxtart som beskrevs av Rodolfo Amando Philippi. Calceolaria stellariifolia ingår i släktet toffelblommor, och familjen toffelblomsväxter. Inga underarter finns listade i Catalogue of Life.